# Thermococcus profundus
A Thermococcus profundus a Thermococcaceae családba tartozó hipertermofil Archaea faj. Az archeák – ősbaktériumok – egysejtű, sejtmag nélküli prokarióta szervezetek. Egy mélytengeri hidrotermális kürtőnél izolálták. Gömb alakú, és 1–2 μm átmérőjű.